# Gianfranco Mascii
Gianfranco Mascii, conosciuto come Jean Mascii, (Mirandola, 5 luglio 1926 – Parigi, 16 novembre 2003), è stato un pittore e illustratore italiano naturalizzato francese.
Nella sua carriera ha disegnato più di 2.000 locandine cinematografiche. Insieme a René Ferracci, Boris Grinsson, Clément Hurel e Michel Landi, fu uno dei più prolifici disegnatori di locandine in Francia nella seconda metà del XX secolo, considerato l'ideatore del "linguaggio e della grammatica pubblicitaria del cinema".

## Biografia
Figlio dell'anarchico pistoiese Giuseppe Mascii e Olga Spaggiari, il 20 settembre 1931 si trasferì con la famiglia in fuga dal fascismo, emigrarando a Bezons, in Francia. Fin da bambino realizzò e decorò piccoli teatri in miniatura. Non ebbe una formazione accademica, ma frequentò solo un istituto tecnico.
Prima di diventare un cartellonista cinematografico, lavorò come decoratore in una ditta specializzata per le facciate dei cinema. La Dame de onze heures, girato nel 1947 da Jean Devaivre, fu uno dei suoi primi soggetti. Dal 1952 al 1955 lavorò in esclusiva per Marcel Ollier e la sua agenzia CAP (Consortium des Arts Publicitaires), con sede nella Sala Impero in viale Wagram a Parigi. In quegli anni disegnò manifesti per film d'essai come Pontcarral, colonel d'Empire (Jean Delannoy, 1942), Circonstances atténuantes (Jean Boyer, 1939), Les Feux de la rampe/Limelight (Charlie Chaplin, 1952) ma anche per prime visioni come Rue de l'Estrapade (Jacques Becker, 1952).
Nel 1955, Mascii iniziò a lavorare in proprio e il suo talento venne immediatamente riconosciuto, grazie alla sua bravura nella ritrattistica, così fondamentale nella creazione dei manifesti cinematografici. Con le sue matite riusciva a riprodurre, meglio di una fotografia, alcune singolari caratteristiche di attrici ed attori, con facce e pose quasi irreali, ma che permetteva di stimolare l'immaginazione dello spettatore in fila al botteghino del cinema. Il suo stile è strettamente legato agli anni 1950 e 1960: i ritratti di Gérard Philipe in Montparnasse 19 (Jacques Becker, 1957), Marie Laforêt e Alain Delon in Plein soleil (René Clément, 1960) ne sono esempi perfetti. L'arte di Jean Mascii è anche un'arte di composizione: nella locandina di Désirs humains/Human Desire (Fritz Lang, 1954) costruì una composizione piramidale: Glenn Ford afferra in maniera sadica per i capelli Gloria Grahame, illustrata con attenti dettagli del corpetto per aumentare il potere erotico visivo; nella parte superiore del manifesto, Broderick Crawford, il cui personaggio muore nel film, è già raffigurato con un colore giallo cadaverica. Con colori contrastanti (il rosso del sangue e della passione e il giallo "cadavere"), Jean Mascii realizzò per il remake di La Bête humaine di Jean Renoir (sulla base di Émile Zola) un poster di grandi dimensioni. A quel tempo, lavorò anche per la Rank, la Warner Bros. (La Fièvre dans le sang/Splendor in the Grass di Elia Kazan nel 1961), la Columbia e la Cocinor. La locandina di 1900/Novecento (Bernardo Bertolucci, 1975) è una delle sue opere più riuscite: la composizione richiese l'aggiunta di una stringa di caratteri che si fondono l'una con l'altra per formare il titolo francese di "1900", che richiese parecchio lavoro a Jean Mascii.
Jean Mascii non fece mai uso del fotomontaggio, essendo l'arte del disegno una delle sue costanti. Ad esempio, la locandina di L'Africain (Philippe de Broca, 1983) appare molto comica, con l'evidenziazione dei capelli biondi di Catherine Deneuve, che sembra anche più giovane. Nel 1980, Mascii disegnò i manifesti di film di Jean-Paul Belmondo: forse ancor più dei film stessi, l'artista italiano riuscì a creare l'archetipo dell'immagine popolare di Belmondo in alcuni manifesti commerciali, mentre in precedenza ha alternato film d'essai e tradizionali: Flic ou voyou (Georges Lautner, 1979), Le Guignolo (idem, 1980), Le Professionnel (idem, 1981).
Nella sua carriera, Jean Mascii lavorò anche per la pubblicità, realizzando nel 1980 una notevole campagna per la radio francese RTL, ritraendo i più noti conduttori come Philippe Bouvard e Anne-Marie Peysson. Allo stesso tempo, disegnò anche un poster per la cantante Mireille Mathieu. Realizzò inoltre le copertine di alcuni libri.
Morì a Parigi all'età di 77 anni, lasciando il desiderio di donare le sue opere alla città di Mirandola. Nel 2008 è stata realizzata una mostra nella sua città natale.

## Locandine cinematografiche
- 1945 : Obiettivo Burma!, regia di Raoul Walsh[6]
- 1948 : Il massacro di Fort Apache, regia di John Ford[7]
- 1953 : Rue de l'Estrapade, regia di Jacques Becker[8]
- 1955 : 
  - Ventimila leghe sotto i mari, regia di Richard Fleischer[9]
  - Napoleone Bonaparte, regia di Sacha Guitry[10]
- 1956 : 
  - Le Couturier de ces dames regia di Jean Boyer
  - Bob il giocatore, regia di Jean-Pierre Melville[11]
  - Il gigante, regia di George Stevens[12]
  - Gioventù bruciata, regia di Nicholas Ray[13]
- 1957 : 
  - Il ponte sul fiume Kwai, regia di David Lean[14]
  - Le notti di Cabiria, regia di Federico Fellini[15]
- 1959 : Un dollaro d'onore, regia di Howard Hawks[16]
- 1960 : 
  - Delitto in pieno sole, regia di René Clément[17]
  - Spartacus, regia di Stanley Kubrick[18]
- 1961 : 
  - La rivolta degli schiavi, regia di Nunzio Malasomma
  - Le Prisonnier récalcitrant, regia di Ken Annakin
  - I cannoni di Navarone, regia di Jack Lee Thompson[19]
  - Les Démons de minuit, regia di Marc Allégret
  - Lola - Donna di vita, regia di Jacques Demy[20]
- 1963 : Il gattopardo, regia di Luchino Visconti[21]
- 1964 : 
  - Il circo e la sua grande avventura, regia di Henry Hathaway
  - Il grande sentiero, regia di John Ford[22]
- 1965 :
  - Ces dames s'en mêlent, regia di Raoul André
  - Fureur sur le Bosphore, regia di Sergio Grieco
  - La grande corsa, regia di Blake Edwards
- 1966 : 
  - Alvarez Kelly, regia di Edward Dmytryk
  - Posta grossa a Dodge City, regia di Fielder Cook
  - Le secret du rapport Quiller, regia di Michael Anderson
  - Cammina, non correre, regia di Charles Walters
  - Un uomo per tutte le stagioni, regia di Fred Zinnemann
- 1967 :
  - L'homme qui a tué Billy le Kid, regia di Julio Buchs
  - La contessa di Hong Kong, regia di Charlie Chaplin[23]
  - Assassinio al terzo piano, regia di Curtis Harrington
  - Doppio bersaglio, regia di Franklin Schaffner
  - Sinfonia di guerra, regia di Ralph Nelson
  - Les Corrompus, regia di Frank Winterstein
  - Police sur la ville regia di Don Siegel
  - Privilège, regia di Peter Watkins
  - Qui êtes-vous inspecteur Chandler?, regia di Michele Lupo
  - Sept hommes et une garce, regia di Bernard Borderie
  - Vivre à tout prix, regia di Volker Schlöndorff
  - Le grand Meaulne, regia di Jean-Gabriel Albicoco
- 1968 : 
  - Duffy, le renard de Tanger, regia di Robert Parrish
  - Interlude, regia di Kevin Billington
  - La Rage de survivre, regia di Gilberto Gazcon
  - Le Cascadeur, regia di Marcello Baldi
  - Les tueurs sont lâchés, regia di Sheldon Reynolds
  - Police sur la ville, regia di Don Siegel
  - Syndicat du meurtre, regia di John Guillermin
- 1969 : 
  - Prima che venga l'inverno, regia di J. Lee Thompson
  - Bob & Carol & Ted & Alice, regia di Paul Mazursky
  - Funny Girl, regia di William Wyler
  - Non uccidevano mai la domenica, regia di Henry Levin
  - I quattro dell'Ave Maria, regia di Giuseppe Colizzi
  - Ardenne '44, un inferno, regia di Sydney Pollack
  - Malenka la vampire, regia di Amando de Ossorio[24]
- 1970  : 
  - Alerte à la drogue, regia di Nino Zachin
  - E venne il giorno dei limoni neri, regia di Camillo Bazzoni
  - Kamikaze X-27, regia di Yukio Noda
  - La Rose écorchée, regia di Frédéric Lansac
  - Al soldo di tutte le bandiere, regia di Peter Collinson
  - I cospiratori, regia di Martin Ritt
  - Vendetta à l'Ouest, regia di León Klimovsky
- 1971 : 
  - Attacco a Rommel, regia di Henry Hathaway
  - Uomo bianco, va' col tu dio!, regia di Richard C. Sarafian
  - Le Dernier train pour Frisco, regia di Andrew V. McLaglen
  - Raphaël ou le Débauché, regia di Michel Deville
- 1972 : 
  - La Chevauchée érotique, regia di Greg Corarito
  - La Partenaire, regia di Florestano Vancini
  - Nés pour être libres, regia di Jack Couffer
- 1973 : 
  - La rabbia giovane, regia di Terrence Malick
  - La violenza è il mio forte!, regia di Buzz Kulik
- 1974 : Yakuza, regia di Sydney Pollack
- 1975 : 
  - La Grande aventure du Kalahari, regia di Jamie Uys
  - La Nuit de la peur, regia di Peter Collinson
  - Assassinio sull'Eiger, regia di Clint Eastwood
  - Detective Harper: acqua alla gola, regia di Stuart Rosenberg
  - La Trahison se paie cash, regia di Phil Karlson
  - El Pistolero, regia di Frank Laughlin
- 1976 : 
  - Cielo di piombo, ispettore Callaghan, regia di James Fargo
  - La Route de la violence, regia di Jonathan Kaplan
  - La Trahison, regia di Cyril Frankel
- 1977 : Tentacules, regia di Oliver Hellman
- 1979 : La Percée d'Avranches, regia di Andrew V. McLaglen
- 1980 : Le Guépiot, regia di Joska Pilissy
- 1981 :
  - Scontro di titani, regia di Desmond Davis
  - Occhio alla penna, regia di Michele Lupo
- 1982 : 
  - Le Grand Frère, regia di Francis Girod
  - Litan : La Cité des spectres verts, regia di Jean-Pierre Mocky[25]
- 1983 : 
  - Caligula, la véritable histoire, regia di David Hills
  - Avventurieri ai confini del mondo, regia di Brian G. Hutton
  - Maria Chapdelaine, regia di Gilles Carle
  - Metalstorm. La Tempête d'acier, regia di Charles Band
  - Stryker, regia di Cirio H. Santiago
- 1984 : 
  - La corsa più pazza d'America n. 2, regia di Hal Needham
  - Divorce à Hollywood, regia di Charles Shyer
  - La Septième Cible, regia di Claude Pinoteau
  - Le Léopard, regia di Jean-Claude Sussfeld
  - Pavillons lointains, regia di Peter Duffell
  - Rombo di tuono, regia di Joseph Zito
  - Sauvage et Beau, regia di Frédéric Rossif
- 1985 : 
  - Le Gaffeur, regia di Serge Pénard
  - Le Pactole, regia di Jean-Pierre Mocky
  - Missing in Action, regia di Lance Hool
- 1986 :
  - Black Mic Mac, regia di Thomas Gilou[26]
- 1987 :
  - I dominatori dell'universo, regia di Gary Goddard